# 인천대중예술고등학교
인천대중예술고등학교(仁川大衆藝術高等學校)는 대한민국 인천광역시 미추홀구 도화동에 있는 공립 고등학교이다.

## 학교 연혁
- 1971년 12월 27일 : 운봉공업고등학교 설립인가(기계, 전자, 건축, 토목과)
- 1994년 3월 1일 : 공립으로 개편
- 2012년 7월 16일 : 인천하이텍고등학교로 교명 변경
- 2020년 11월 9일 : 인천대중예술고등학교로 교명 변경
- 2022년 11월 24일 : 행복배움학교 및 자율학교 선정(5년)
- 2023년 12월 22일 : 제50회 졸업식(졸업생 107명, 졸업생 누계 30,668명)
- 2024년 9월 1일 : 제19대 이학주 교장 취임

## 설치 학과
- 실용음악과
- 드론영상과
- 실용무용과
- 연기예술과

## 참고 자료
- 인천대중예술고등학교 - 한국교육학술정보원 학교알리미